# Марія Васильківна
Марія Васильківна (*'д/н — після 1194) — дружина великого князя київського Святослава Всеволодовича. Згадується в Любецькому синодіку. Дослідник Л. Я. Махновець вважає, що автор «Слово о полку Ігоревім» міг багато відомостей отримати від Марії[джерело?].

## Життєпис
Походила з роду Рюриковичів, гілки Ізяславичів Полоцьких. Молодша донька полоцького князя Василька Святославича. Про дату народження замало відомостей. У 1143 році вийшла заміж за Святослава, князя турівського. У 1144 році втратила батька. У 1164—1177 року як княгиня опікувалася Чернігівським княжим господарством.
У 1174 році разом з чоловіком стала великою княгинею київською. Мала значний вплив на чоловіка. Втім того ж року вимушена була залишити Київ. Сюди повернулася у 1176 році, коли Святослав Всеволодович вдруге став великим князем.
У 1180 році спонукала чоловіка укласти союз з Ольговичами, після чого брала участь у нараді, де було вирішено виступити проти Давида Ростиславича, Смоленського, який воював з Ольговичами. У 1181 році вдруге залишає Київ на нетривалий час, оскільки того ж року повертається. З цього часу постійно перебувала у столиці Київської Русі.
Завдяки впливу княгині Святослав Всеволодович уклав союз з Ольговичами та Ростиславичами, що на якись час припинило усобиці на значній території Русі. Водночас підтримувала дії чоловіка відносно половців. Після смерті Святослава у 1194 році залишилася в Києві. Подальша доля невідома.

## Родина
Чоловік — Святослав Всеволодович, великий князь київський.
Діти:
- Мстислав Святославич (д/н—1223), князь Чернігівський